# اوبری کیت
اوبری کیت (به انگلیسی: Aubrey Kate) بازیگر پورنوگرافی تراجنسیتی آمریکایی است. اوبری در سال ۲۰۱۳ و در سن ۲۰ سالگی از طریق وبگاه Shemalestrokers وارد این صنعت شد. او یک زن ترنس است.